# Nikola Čelebić
Nikola Čelebić (in serbo Никола Челебић?; Podgorica, 4 luglio 1989) è un ex calciatore montenegrino, squalificato a vita per via del suo coinvolgimento in un caso di combine.

## Caratteristiche tecniche
Nella sua carriera da calciatore ha ricoperto il ruolo di terzino sinistro